# أندريه كيرتيش
أندريه كيرتيش ولد في 2 يوليو 1894 - 28 سبتمبر 1985 وهو من السلالة الهنغاريه. عرف أندريه كيرتيش بمساهماته الرائدة في مجال التصوير الفتوغرافي والمقالة المصورة.
في السنوات الأولى من حياته المهنية لم يحظى بـأعتراف واسع وذلك بسبب أسلوبه الغير تقليدي في التصوير لذلك فأنه شعر بأنه لم يتلقى الاعتراف الواسع الذي يستحقه. ولكنه اليوم يعد واحدا من أبرز الشخصيات المؤثرة في التصوير الصحفي، كما يوجد باسمه معرض في نيويورك يمثله بروس سيلفرشتاين. ولأن عائلته تعمل في سوق الأوراق الماليه؛فأنه كان من المتوقع أن ينتهج التصوير الفتوغرافي كعمل مستقل وذلك بأعتباره معلم ذاتي.
وقد كان أول عمل نشر له في مجلة لماركة مهمه في تلك السنوات، وأسنمر ذلك إلى فترة زمنية طويله في حياته إلى أن توقف عن تنفيذ رغبات السماسرة.
خدم في الحرب العالمية الأولى لفترة وجيزه، وانتقل بعدها إلى باريس في عام1925, ثم إلى العاصمة لندن والتي تعد عاصمة للفن في العالم، وكان هذا منافيا لرغبات عائلته. وفي باريس عمل لصالح مجلة فرانس والتي يطلق عليها (vu). وشارك مع العديد من الفنانين الشباب المهاجرين بالأضافة إلى حركة دادا، فحقق نجاحا نقديا وتجاريا. وفي عام 1940 و1950 توقف عن العمل في المجلات وبدأ في تحقيق نجاحا عالميا.
وعموما فأن حياته العملية أنقسمت إلى أربع مراحل نسبة للمكان الذي عمل فيه وحقق فيه نجاحا باهرا، ويطلق عليها:الفترة الهنغارية، والفترة الفرنسية، والفترة الأمريكية، والفترة العالمية نسبة إلى آخر أيام حياته.

## نشأته وتعليمه
ولد أندريه كيرتيش في 2 من يوليو لعام 1894 في بودابست، لعائلة يهودية من الطبقة المتوسطة. والده هو ليبوت كيرتيش، وكان يبيع الكتب، وأمه هي إرنستين هوفمان. كان أندرو يعرف بين أصدقائية باسم"باندي"وهو الأخ الأوسط لأيميري وجينو وعندما توفي ليبوت من السل في سنة 1908، أصبحت إرنستين أرمله وبدون مصدر للدخل مع أطفالها الثلاثة. ولهذا فأن شقيق إرنستون ويبوت هوفمان، رعى الأسرة وتصرف كما لو كان أبا مع أبنائه. وبعد فترة انتقلت العائلة بممتلكاتها إلى جزيرة سيقابكت.
نشأ كيرتيش في بيئة مستقرة تميزت بالأدب الرعوي والتي رسمت له فيما بعد مسيرة حياته المهنية. وتكفل هوفمان بدفع تكاليف دراسة أبن أخته في أكادمية التجارة حتى تخرج في عام 1912,وبعد ذلك بفترة وجيزه تعاقد مع شركات البورصة.
لم يكن كيرتيش مهتما في مجال البورصة على عكس أخية الأكبر والذي كان يعمل طيلة حياته في البورصة في بودابست. أنجذب كيرتيش منذ صغرة إلى المجلات المصورة والأنشطة مثل صيد الأسماك والسباحة في نهر الدانوب بالقرب من منزل خاله. وكانت لقاءات كيرتيش الأولى مع المجلات ملهمة له لتعلم التصوير الفتوغرافي، وقد تأثر إيضا بلوحات الفنان أجوس تهني وجيولا جلجير بالأضافة إلى الشعر

## الفترة الهنغارية
بعد أن كسب كيرتيش مايكفي من المال أشترى كمرته الأولى (كاميرا أي سي إيه)في عام 1912,و بالرغم من أحتجاجات عائلته في إكمال مسيرته في مجال الأعمال التجارية. أستمر كيرتيش في أوقات فراغه بألتقاط صور فتوغرافية للفلاحين والغجر والمناظر الطبيعيه والسهول الهنغارية(وبوسطا). ويعتقد بأن أول صورة ألتقطها كانت لصبي نائم في بودابست لعام 1912.
وخلال الحرب العالمية الأولى، وبينما كان كيرتيش يخدم الجيش الهنغاري نشرت له أول صوره في عام 1917 وكان ذلك في مجلة (Érdekes Újság). وفي وقت مبكر من 1914 كان أسلوبه المميز ونضجه واضحا بالفعل. وعندما كان في العشرينات من عمره أرسل إلى صفوف المواجهة في الحرب العالميه الأولى لعام 1914 ,وقد ألتقط بكمرته خفيفة الوزن عددا من الصور للخنادق. وقد دمرت معظم هذه الصور خلال الثورة الهنغارية ومادار فيها من أعمال عنف في سنة 1919. وقد أصيبت ذراعه اليسرى برصاصة أدت إلى شلل مؤقت وكان ذلك في سنة 1915، فأرسل إلى المستشفى العسكري للنقاهة في بودابست، ولكن فيما بعد نقل إلى ازترغوم، حيث أستمر هناك بألتقاط الصور متضمنة البورتريه الذاتي وكان ذلك من أجل المنافسة في مجلة بورسوم يانكو.

## روابط خارجية
- أندريه كيرتيش على موقع IMDb (الإنجليزية)
- أندريه كيرتيش على موقع الموسوعة البريطانية (الإنجليزية)
- أندريه كيرتيش على موقع مونزينجر (الألمانية)
- أندريه كيرتيش على موقع ميوزك برينز (الإنجليزية)
- أندريه كيرتيش على موقع ديسكوغز (الإنجليزية)